# قاسم داهوما
قاسم داهوما (انگلیسی: Kassim M'Dahoma؛ زادهٔ ۲۶ ژانویهٔ ۱۹۹۷) بازیکن فوتبال اهل اتحاد قمر است.
وی همچنین در تیم ملی فوتبال اتحاد قمر بازی کرده‌است.